# Niederösterreichische Landesakademie
Die Niederösterreichische Landesakademie war die Zukunftsakademie des Landes Niederösterreich. Sie wurde per 1. Jänner 2017 aufgelöst.

## Geschichte
Im Jahr 1987 wurde die gesetzliche Grundlage für die Errichtung der Wissenschaftlichen Landesakademie für Niederösterreich im niederösterreichischen Landtag beschlossen. Die  Gründung erfolgte 1988 durch den  Landeshauptmann Siegfried Ludwig. Als Standort wurde das Areal der ehemaligen Produktionswerkstätte der Austria Tabakwerke in der Dr.-Karl-Dorrek-Straße in Krems an der Donau ausgewählt. Seit ihrer Gründung beschäftigte sich die Landesakademie mit dem Thema Zukunft. Ihre ursprüngliche Bestimmung war es, eine Universität neuen Stils in Niederösterreich vorzubereiten, was mit der Eröffnung der Donau-Universität Krems im Jahr 1995 gelungen ist. Seit dem Umzug von Krems nach St. Pölten im Jahr 1997 befand sich ihre Heimstätte bis zur Stilllegung im Kulturbezirk des Regierungsviertels im Haus 17A. Sie koordinierte die Aktivitäten und Projekte im Jahr der Freiwilligen 2011.
Im Zuge einer Budgetklausur des Landtagsklubs der ÖVP Niederösterreich Anfang Juni 2016 wurde die Auflösung der Landesakademie beschlossen. Der Landtag von Niederösterreich hat am 16. Juni 2016 die Auflösung der NÖ Landesakademie (Aufhebung des Gesetzes über eine NÖ Landesakademie 1995 LGBl. 5100) verabschiedet. Die Aufhebung trat mit 1. Jänner 2017 in Kraft. Auf Initiative von Friedrich Faulhammer wurde stattdessen eine Denkwerkstätte für die Herausforderungen der Zukunft in der Form einer Privatstiftung (Forum Morgen Privatstiftung) gebildet. Sie hat ihren Sitz in Krems an der Donau.

## Tätigkeiten
Die NÖ Landesakademie war eine Wissensdienstleisterin für fach- und gesellschaftspolitisch wichtige Themen, insbesondere in Fragen des Bildungswesens und der Landesentwicklung.
Daraus ergaben sich folgende Arbeitsfelder:
- Leitbild- und Zukunftsarbeit
- Management innovativer Bildungs- bzw. Landesentwicklungsprojekte
- Dokumentation und Wissensmanagement
- Fort- und Weiterbildung im Sinne lebensbegleitenden Lernens